# Gran rombidodecàedre
En geometria, el gran rombidodecàedre és un políedre uniforme no convex indexat com a U73. La seva figura de vèrtex és un quadrilàter creuat.